# Zeuxine gilgiana
Zeuxine gilgiana là một loài thực vật có hoa trong họ Lan. Loài này được Kraenzl. & Schltr. miêu tả khoa học đầu tiên năm 1906.